# Saligny (Románia)
Saligny község Constanța megyében, Dobrudzsában, Romániában. A hozzá tartozó települések: Făclia és Ștefan cel Mare.

## Fekvése
A település az ország délkeleti részén található, Konstancától mintegy ötvennégy kilométerre északnyugatra, a legközelebbi várostól, Cernavodătól kilenc kilométerre délkeletre.

## Története
Régi török neve Aziza vagy Azigia. 1918-tól használatos nevét Anghel Saligny után kapta, a román mérnök volt a Dunán átívelő Fetești-Cernavodă vasúti híd tervezője.
A települést 1860 és 1865 között tatárok alapították és vezetőjük, Aziz bég után nevezték el. 1877-ben kezdődött a falu elrománosítása, Olténiából érkező román családokkal.
1913-ban Făclia községközponthoz tartozott Ștefan cel Mare, Mircea Vodă, Satu Nou és Remus Opreanu falvakkal együtt. 1918 és 1920 között Saligny, 1920 és 1925 között ismét Făclia, majd 1925 és 1968 között megint Saligny volt a községközpont, bár 1932-ben Satu Nou, Mircea Vodă és Remus Opreanu kiváltak és egy új közigazgatási egységet hoztak létre. 1968 és 2004 között Saligny és a hozzá tartozó két falu, Făclia és Ștefan cel Mare, Mircea Vodă község irányítása alatt álltak.